# إليو روخاس
إليو روخاس (بالإنجليزية: Elio Rojas)‏ مواليد 9 سبتمبر 1982 في جمهورية الدومينيكان، هو ملاكم محترف دومينيكي يصنف ضمن فئة وزن الريشة بدأ مسيرته الاحترافية سنة 2004. حقق بطولة المجلس العالمي للملاكمة.

## إحصائيات
خاض خلال مسيرته 27 نزالا، فاز في 24 ولم يتعادل وخسر في 3. فاز بالضربة القاضية في 14 نزالا.

## روابط خارجية
- إليو روخاس على موقع بوكس ريك (الإنجليزية) (registration required)